# IC 1363
IC 1363 је емисиона маглина у сазвјежђу Лабуд која се налази на листи објеката дубоког неба у Индекс каталогу.
Деклинација објекта је + 46° 52' 12" а ректасцензија 21h 10m 40,0s. IC 1363 је још познат и под ознакама CED 188.